# Real Madrid Baloncesto 2023-2024
Questa voce raccoglie le informazioni riguardanti il Real Madrid Baloncesto nelle competizioni ufficiali della stagione 2023-2024.

## Stagione
La stagione 2023-2024 del Real Madrid Baloncesto è la 68ª nel massimo campionato spagnolo di pallacanestro, la Liga ACB.

## Roster
Aggiornato al 23 luglio 2023.
| Real Madrid 2023-24 | Real Madrid 2023-24 |
| Giocatori           | Staff tecnico       |
| ------------------- | ------------------- |

| N. | Naz.                                      | Ruolo | Nome               | Anno | Alt.   | Peso   |  |
| -- | ----------------------------------------- | ----- | ------------------ | ---- | ------ | ------ |  |
| 1  | Francia (bandiera)                        | GA    | Fabien Causeur     | 1987 | 196 cm | 86 kg  |  |
| 2  | Senegal (bandiera) · Spagna (bandiera)    | C     | Ismaila Diagne     | 2006 | 214 cm |        |  |
| 5  | Spagna (bandiera)                         | GA    | Rudy Fernández     | 1985 | 196 cm | 83 kg  |  |
| 6  | Spagna (bandiera)                         | AP    | Alberto Abalde     | 1995 | 202 cm | 95 kg  |  |
| 7  | Argentina (bandiera) · Spagna (bandiera)  | P     | Facundo Campazzo   | 1991 | 181 cm | 84 kg  |  |
| 9  | Spagna (bandiera)                         | A     | Hugo González      | 2006 | 198 cm |        |  |
| 11 | Croazia (bandiera) · Spagna (bandiera)    | A     | Mario Hezonja      | 1995 | 204 cm | 110 kg |  |
| 12 | Spagna (bandiera)                         | P     | Carlos Alocén      | 2000 | 194 cm | 84 kg  |  |
| 13 | Spagna (bandiera)                         | P     | Sergio Rodríguez   | 1986 | 191 cm | 83 kg  |  |
| 14 | Argentina (bandiera)                      | A     | Gabriel Deck       | 1995 | 198 cm | 105 kg |  |
| 17 | Francia (bandiera)                        | C     | Vincent Poirier    | 1993 | 213 cm | 110 kg |  |
| 22 | Capo Verde (bandiera) · Spagna (bandiera) | C     | Walter Tavares     | 1992 | 220 cm | 125 kg |  |
| 23 | Spagna (bandiera)                         | PG    | Sergio Llull (C)   | 1987 | 190 cm | 94 kg  |  |
| 28 | Francia (bandiera)                        | AG    | Guerschon Yabusele | 1995 | 201 cm | 123 kg |  |
| 30 | Senegal (bandiera) · Spagna (bandiera)    | AC    | Eli Ndiaye         | 2004 | 204 cm | 95 kg  |  |
| 31 | Bosnia ed Erzegovina (bandiera)           | AP    | Džanan Musa        | 1999 | 205 cm | 101 kg |  |

| Allenatore |
| - Chus Mateo                                                                                                  |
| Assistente/i                                                                                                  |
| - Isidoro Calín - Guillermo Frutos - Paco Redondo Legenda - (C) Capitano - (IN) Inattivo - Infortunato Roster |

## Mercato

### Sessione estiva
| Acquisti | Acquisti         | Acquisti      | Acquisti      | Acquisti |
| R.a      | Nome             | da            | Modalità      |          |
| -------- | ---------------- | ------------- | ------------- | -------- |
| P        | Facundo Campazzo | Stella Rossa  | svincolato    |          |
| P        | Matteo Spagnolo  | Aquila Trento | fine prestito |          |

| Cessioni | Cessioni            | Cessioni     | Cessioni       | Cessioni |
| R.       | Nome                | a            | Modalità       |          |
| -------- | ------------------- | ------------ | -------------- | -------- |
| P        | Matteo Spagnolo     | Alba Berlino | fine contratto |          |
| P        | Nigel Williams-Goss | Olympiakos   | fine contratto |          |
| GA       | Ádám Hanga          | Stella Rossa | fine contratto |          |
| AG       | Anthony Randolph    |              | ritirato       |          |
| AC       | Petr Cornelie       | Monaco       | fine contratto |          |